# Das Leben ist ein Chanson
Das Leben ist ein Chanson ist ein französischer Spielfilm von Alain Resnais aus dem Jahr 1997, in dem die Darsteller unvermittelt einzelne Zeilen französischer Chansons singen.

## Handlung
Odile und Claude leben in einer routinierten Beziehung. Claude sieht der Rückkehr von Nicolas, dem früheren Geliebten von Odile, nach Paris mit gemischten Gefühlen entgegen. Odile trägt sich mit dem Gedanken, eine Wohnung zu kaufen, und wendet sich an den Immobilienmakler Marc. Dieser beeindruckt bei einem Besichtigungstermin ihre Schwester Camille, die Fremdenführerin und Geschichtsstudentin ist. Camille ihrerseits bemerkt nicht, dass Simon, der ohne jeden Anflug von Begeisterung für den tyrannischen Marc arbeitet, mit ihr aber die Leidenschaft für Geschichte teilt, sich in sie verliebt hat.

## Kritiken
Der Filmdienst bezeichnete Resnais’ Film in seiner Kritik als ein von „einem spielfreudigen Ensemble getragen[es] Experiment“, das „zu einem amüsanten Exkurs über die zu Lebensweisheiten erhobenen Binsenweisheiten von Schlagertexten“ avanciere. Dies gelinge unter anderem durch den Kunstgriff, „einige Takte aus Chansons und Popsongs lippensynchron von den Schauspielern ‚singen‘ zu lassen“, womit „das Alltägliche überhöht“ werde und „mit spielerischer Leichtigkeit dennoch in die Tiefe der Figuren [eindringt]“.
Für Cinema war der Film „beschwingt und profund wie ein guter Woody Allen“. Die Filmzeitschrift bezeichnete ihn des Weiteren als „amüsanten Liebesreigen zwischen Traum und Tristesse, der schräg, einzigartig, zauberhaft, experimentell, verspielt und clever zugleich ist“. Herausgekommen sei zwar auch „ein Kunstprodukt“, doch könne „dessen wunderbar sinnlicher Kontrast zwischen der heilen Welt der Lieder und den Wunden des Lebens eine Menge über die Liebe in Zeiten existentieller Einsamkeit“ aufzeigen.

## Auszeichnungen
Der Film gewann 1998 den Silbernen Bären bei der Berlinale und erhielt im selben Jahr insgesamt sieben Césars (Bester Film, Bestes Drehbuch, Bester Hauptdarsteller, Bester Nebendarsteller, Beste Nebendarstellerin, Bester Schnitt, Bester Ton). Außerdem wurde der Film 1997 mit dem Louis-Delluc-Preis ausgezeichnet. Im Jahr darauf folgte die Auszeichnung des Syndicat Français de la Critique de Cinéma als bester französischer Film.